# Ganziyuanxiang (ort i Kina, Hunan Sheng, lat 25,55, long 111,81)
Ganziyuanxiang (kinesiska: 柑子园乡) är en ort i Kina. Den ligger i provinsen Hunan, i den södra delen av landet, omkring 320 kilometer söder om provinshuvudstaden Changsha. Antalet invånare är 26 956. Befolkningen består av 12 313 kvinnor och 14 643 män. Barn under 15 år utgör 23,0 %, vuxna 15-64 år 67 %, och äldre över 65 år 8,0 %.
Runt Ganziyuanxiang är det tätbefolkat, med 286 invånare per kvadratkilometer. Närmaste större samhälle är Shunling, 13,6 km öster om Ganziyuanxiang. I omgivningarna runt Ganziyuanxiang växer huvudsakligen savannskog.
Genomsnittlig årsnederbörd är 2 044 millimeter. Den regnigaste månaden är maj, med i genomsnitt 302 mm nederbörd, och den torraste är oktober, med 49 mm nederbörd.